# Gabriele Colombo
Pour les articles homonymes, voir Colombo (homonymie).
Gabriele Colombo est un coureur cycliste italien né le 11 mai 1972 à Varèse. Il est le fils d'Ambrogio Colombo et le petit-fils de Luigi Macchi, anciens coureurs cyclistes.

## Palmarès

### Palmarès amateur
- 1988
  - Coppa d'Oro
- 1989
  - 3e étape du Grand Prix Rüebliland
- 1990
  - Dusika Jugend Tour :
    - Classement général
    - 5e étape

  - 6e du championnat du monde sur route juniors
- 1992
  -  Champion du monde militaires sur route
  -  Médaillé de bronze du championnat du monde militaires du contre-la-montre par équipes
- 1993
  - Coppa Caduti di Soprazocco
  - Trophée Gaetano Santi
  - Milan-Rapallo
  - 2e étape du Tour de Toscane amateurs
  - 2e du championnat d'Italie sur route amateurs

### Palmarès professionnel
| - 1994 - 3e du Grand Prix de Lugano - 1995 - 3e étape du Tour de France (contre-la-montre par équipes) - 2e étape du Tour de Burgos - 3e du Tour de Burgos - 1996 - Tour de Calabre : - Classement général - 1re étape - Milan-San Remo - Classement général du Tour de Sardaigne - 2e du Grand Prix de Chiasso - 5e de la Flèche wallonne - 10e de Liège-Bastogne-Liège | - 1997 - 2e du Trophée Pantalica - 3e de Liège-Bastogne-Liège - 1998 - 4e étape de Tirreno-Adriatico - 5e étape des Quatre Jours de Dunkerque - 3e du Tour des Abruzzes - 2000 - 2e étape de la Semaine catalane - 5ea étape du Tour du Pays basque - 2001 - 2e de Tirreno-Adriatico - 6e de Milan-San Remo - 2003 - 2e du Grand Prix de l'industrie et de l'artisanat de Larciano |  |

## Résultats sur les grands tours

### Tour de France
2 participations
- 1995 : 51e, vainqueur de la 3e étape (contre-la-montre par équipes)
- 1999 : 125e

### Tour d'Italie
7 participations
- 1996 : abandon (20e étape)
- 1997 : abandon (9e étape)
- 1998 : 52e
- 2001 : 65e
- 2002 : 130e
- 2003 : 63e
- 2004 : 117e

### Tour d'Espagne
1 participation
- 2000 : abandon (11e étape)

## Classements mondiaux
| Année           | 2005   |
| --------------- | ------ |
| UCI Europe Tour | 1 134e |